# Soba di Okinawa
La soba di Okinawa (沖縄そば?, Okinawa soba) è un piatto tipico della cucina di Okinawa, una minestra in brodo servita con dei noodles di grano piuttosto spessi che ricordano gli udon, in uso nel resto del Giappone. Nella lingua di Okinawa viene chiamata suba, e si differenzia da quella classica della cucina giapponese, nel cui impasto viene usato il grano saraceno. Nella ricetta tradizionale, nell'impasto viene aggiunta anche della cenere di legno.

## Preparazione
Il brodo viene fatto con ossa di maiale ed aromatizzato con konbu (alghe commestibili) e katsuobushi (scaglie fini di tonno essiccato). Oltre ai noodles, il piatto viene guarnito con fettine di kamaboko (polpa di pesce), porri, fettine di maiale ed eventuali altre verdure.

## Varianti
Esistono versioni simili alla soba di Okinawa nelle altre isole dell'arcipelago delle Ryukyu, in particolare a Yaeyamajima ed a Miyakojima. Altre versioni sono quelle della Sōki soba (ソーキそば), con l'aggiunta di costine di maiale bollite, e della Tebichi soba (てびちそば), con fettine di stinco di maiale stufato.

## Storia
Il piatto è stato originariamente portato dalla Cina circa 500 anni fa. Durante il periodo del Regno delle Ryūkyū,  prima che Okinawa venisse annessa dal Giappone nel 1879, la soba di Okinawa era un piatto riservato alla nobiltà. Dopo l'annessione di Okinawa al Giappone, durante il periodo Meiji, il divieto alla popolazione comune di consumarla è stato tolto.